# Bad Communication
BAD COMMUNICATION – pierwszy minialbum japońskiego zespołu B’z, wydany 21 października 1989 roku. Album osiągnął 12 pozycję w rankingu Oricon i pozostał na liście przez 163 tygodni, sprzedał się w nakładzie 1 182 010 egzemplarzy. Album zdobył status płyty Milion.

## Lista utworów
Wszystkie utwory zostały napisane i skomponowane przez Kōshi Inabę i Takahiro Matsumoto.
| Nr | Tytuł                                                   | Czas |
| -- | ------------------------------------------------------- | ---- |
| 1. | „BAD COMMUNICATION”                                     | 7:25 |
| 2. | „OUT OF THE RAIN -OFF THE LOCK STYLE-”                  | 7:41 |
| 3. | „DA･KA･RA･SO･NO･TE･O･HA･NA･SHI･TE -OFF THE LOCK STYLE-” | 7:19 |

## Notowania
| Lista                                 | Pozycja |
| ------------------------------------- | ------- |
| Oricon Weekly Albums Chart            | 12      |
| Oricon Yearly Albums Chart (rok 1990) | 29      |
| Oricon Yearly Albums Chart (rok 1991) | 26      |
| Oricon Yearly Albums Chart (rok 1992) | 87      |